# هنری آندریانی
هنری آدریانی (۱۸۷۷-۱۹۳۶ میلادی) کارگردان فیلم صامت اهل فرانسه بود.

## فیلم‌ها
- (David et Goliath (۱۹۱۰
- (Jael and Sisera (۱۹۱۱
- (The Five Cents of Lavarede (۱۹۱۳